# 米尔通布兰当
米尔通布兰当（葡萄牙語：Milton Brandão）是巴西皮奥伊州的一个市镇。总面积1371.766平方公里，总人口6714人，人口密度4.9人/平方公里。